# Перјасица
Перјасица је насељено мјесто у општини Бариловић, на Кордуну, у Карловачкој жупанији, Република Хрватска.

## Историја
Перјасица се од распада Југославије до августа 1995. године налазила у Републици Српској Крајини. До територијалне реорганизације у Хрватској насеље се налазило у саставу бивше општине Дуга Реса.

### Други свјетски рат
Новембра 1941. године усташе су у селу Перјасици покупиле 120 мушкараца и одвели их у правцу Карловца и за њихову се судбину ништа није сазнало.

## Становништво
Према попису становништва из 2011. године, насеље Перјасица је имало 17 становника.
| Националност       | 1991. | 1981. | 1971. | 1961. |
| Срби               | 97    | 86    | 172   | 224   |
| Југословени        |       | 46    | 5     | 1     |
| Хрвати             | 9     | 4     | 6     | 4     |
| остали и непознато | 10    | 1     | 1     |       |
| Укупно             | 116   | 137   | 184   | 229   |

| Демографија | Демографија | Демографија |
| Година      | Становника  | Становника  |
| ----------- | ----------- | ----------- |
| 1961.       | 229         |             |
| 1971.       | 184         |             |
| 1981.       | 137         |             |
| 1991.       | 116         |             |
| 2001.       | 34          |             |
| 2011.       |             | 17          |